# 泸州轻轨
泸州轻轨是四川省泸州市规划建设的城市轨道交通系统。该系统共规划有5条线路，全长约142.4公里。线路制式为轻轨、快速公交或现代有轨电车。按照泸州市的规划，其轨道交通系统将分三期，首期预计于2020年开工建设。
2017年，泸州轨道交通4号线将率先开工，标志着泸州市的轨道交通进入实质性建设阶段。

## 大事记
- 2013年11月，泸州市编制完成了《泸州市轨道交通线网规划》初稿并进行意见征集，初步确定建设2-3条轨道交通线路并采用轻轨或有轨电车制式。[3]
- 2014年11月，泸州市规划局局长表示，泸州正在规划以泸州中心城区为核心的区域轨道交通网络。[4]
- 2016年9月，泸州市规划局公布“关于《泸州市城市快速轨道交通线网规划(2015-2030）》（征求意见稿）的公示”与泸州市轨道交通初步规划图，一共包括5条主要线路与2条支线。[5]
- 2016年12月，《泸州市城市快速轨道交通线网规划(2015-2030)》通过泸州市规委会审定。[6]

## 线路规划

### 1号线
1号线为东西走向，起于云峰路南，经酒城大道、江阳西路，止于沙茜南路。

### 2号线
2号线为南北走向，起于九狮山，止于利民路南。

### 3号线
3号线呈"C"字形，起于瓦窑湾，途径二环快速路，止于城南大道。

### 4号线
4号线采用有轨电车制式建设，由泸州市主城区至泸县，呈南北走向。线路全长44.2公里，在泸州市内、泸县县城内为高架线路，其余部分为地面线路。

### 5号线
5号线为东西走向的市域快线，起于纳溪人民路西，途径泸州国家高新区，止于合江县土地岩。